# Tranzschelia iranica
Tranzschelia iranica är en svampart som beskrevs av M. Abbasi & Gjaerum 1997. Tranzschelia iranica ingår i släktet Tranzschelia och familjen Uropyxidaceae.   Inga underarter finns listade i Catalogue of Life.